# Lama (chi lạc đà)
Lama là tên gọi để chỉ một chi lạc đà Nam Mỹ gồm một loài sống hoang dã guanaco ((Lama guanicoe)) và một loài đã được thuần hóa lama (Lama glama). Chi này có quan hệ gần với họ hàng của chúng là loài lạc đà Vicuña hoang dã và lạc đà Alpaca đã được thuần hóa trong chi Vicugna. Trước khi người Tây Ban Nha chinh phục châu Mỹ, llama và alpaca là các động vật móng guốc lục địa được thuần hóa duy nhất. Chúng không chỉ là những động vật được dùng làm sức kéo mà còn được dùng để lấy thịt, da và len.
Guanaco là loài hoang dã của chi này, trong khi llama và alpaca là hình thức thuần hóa trong chăn nuôi và nhân giống đã bắt đầu 4000 đến 5000 năm trước đây. Trước đây, alpaca được xem là một loài riêng biệt, nhưng điều này không còn đúng nữa. Nghiên cứu DNA cho thấy, nó không phải là từ lama, mà là từ vicuña. Vì bốn loài lạc đà thế giới mới hoàn toàn có thể giao phối chéo và các giống do đó bị trộn lẫn, nên khó mà phân tích chính xác giống của nó. Hai hình thức thuần hóa thường được tính là các loài riêng biệt, tuy nhiên, khi bạn sử dụng khái niệm loài hiện đại, nó không còn đúng nữa. Do đó, các phân loại gần đây nhập chúng vào thành một loài duy nhất.

### Các loài
| Hình ảnh | Tên khoa học  | Tên phổ biến             | Phân bổ                                                            |
| -------- | ------------- | ------------------------ | ------------------------------------------------------------------ |
|          | Lama glama    | Llama, lạc đà không bướu | Thuần hóa trên toàn thế giới                                       |
|          | Lama guanicoe | Guanaco                  | Peru, Bolivia và Chile, và ở Patagonia, với một số nhỏ ở Paraguay. |
|          | Lama pacos    | Alpaca                   | Thuần hóa trên toàn thế giới                                       |
|          | Lama vicugna  | Vicuña                   | Argentina, Bolivia, Chile, Peru; và số ít ở Ecuador                |